# Xã Van Meter, Quận Dallas, Iowa
Xã Van Meter (tiếng Anh: Van Meter Township) là một xã thuộc quận Dallas, tiểu bang Iowa, Hoa Kỳ. Năm 2010, dân số của xã này là 3.353 người.